# Сљудјанка
Сљудјанка (рус. Слюдянка) град је у Русији у Иркутској области, у југоисточном Сибиру. Налази се на обали Бајкалског језера. Од Москве је удаљен 5278 километара.

## Историја
Основан је 1647. године, а статус града је добио 1936. године.
Године 1647. подигнут је култукски острог, двоспратна зграда са пушкарницом, која се користила за прикупљање крзна, а овде је вађен и лискун.
Почетком XX века, Сљудјанка је прерасла у велики железнички чвор изградњом Бајкалске железнице, која је једно време била део Транссибирске железнице.
Годне 1928. Сљудјанка је добила статуст радничког насеља, а 1936. статус града.

## Становништво
| 1939.  | 1959.  | 1970.  | 1979.  | 1989.  | 2002.  | 2010.  |
| ------ | ------ | ------ | ------ | ------ | ------ | ------ |
| 12.380 | 21.388 | 20.639 | 19.804 | 19.872 | 19.118 | 18.574 |

## Музеји
Град има Музеј минерала и Железнички музеј.

## Саобраћај
Сљудјанка је са светом повезан Транссибирском железницом. Град је почетна станица Бајкалске железнице (БАМ; Бајкал - Амур).